# Ganglio de Gasser
El ganglio del trigémino o ganglio de Gasser se ubica en la cara anterosuperior de la porción petrosa del hueso temporal, en la fosa de maester, en la cara cerebral del peñasco del temporal. De él se emiten las tres ramas del nervio trigémino, o quinto par craneal. De aquí nacen tres troncos gemelos que en dirección cráneo-caudal son: el nervio oftálmico, el nervio maxilar y el nervio mandibular. 
Se localiza en el cavum de Meckel, y tiene forma semilunar o de una banana. Mide de 15 a 25 mm de largo, 6 mm de ancho y 3 mm de alto. Visto en su posición normal se pueden distinguir las siguientes partes:
1. Cara anterior (convexa) recibe las tres ramas del nervio trigémino.
2. Cara posterior (cóncava) del área comprendida entre sus labios superior e inferior nace la parte plexiforme de la raíz sensorial.
3. Cara ventral, está libre y es ligeramente plana.
4. Cara dorsal, discretamente cóncava visto desde arriba.
5. Extremo interno, pequeño y ligeramente agudo.
6. Extremo externo, romo y de mayor tamaño que el extremo interno.

- Datos: Q776972
- Multimedia: Trigeminal ganglion / Q776972